# Альто-ди-Казаккони
Альто–ди–Казаккони (фр. Alto-di-Casacconi) — упразднённый в 2015 году кантон во Франции, находился в регионе Корсика, департамент Верхняя Корсика. Входил в состав округа Бастия. В кантон Альто-ди-Казаккони входило 13 коммун, из них главной коммуной являлась Кампителло. 22 марта 2015 года все 13 коммун вошли в состав нового кантона Голо-Морозалья.

## Коммуны кантона
| Коммуна               | Население, чел. (1999) | Почтовый индекс | Код INSEE |
| --------------------- | ---------------------- | --------------- | --------- |
| Бигорно               | 79                     | 20252           | 2B036     |
| Вольпайола            | 441                    | 20290           | 2B355     |
| Кампиле               | 193                    | 20290           | 2B054     |
| Кампителло            | 102                    | 20252           | 2B055     |
| Канаваджа             | 109                    | 20235           | 2B059     |
| Крочиккья             | 43                     | 20290           | 2B102     |
| Ленто                 | 116                    | 20252           | 2B140     |
| Монте                 | 539                    | 20214           | 2B166     |
| Ольмо                 | 209                    | 20290           | 2B192     |
| Ортипорио             | 126                    | 20290           | 2B195     |
| Пента-Акуателла       | 42                     | 20290           | 2B206     |
| Прунелли-ди-Казаккони | 161                    | 20290           | 2B250     |
| Сколька               | 100                    | 20290           | 2B274     |

## Население
Население кантона на 2008 год составляло 2260 человек.
| 1962 | 1968 | 1975 | 1982 | 1990 | 1999 | 2006 | 2007 | 2008 |
| ---- | ---- | ---- | ---- | ---- | ---- | ---- | ---- | ---- |
| 2088 | 2456 | 2020 | 1810 | 1561 | 1974 | —    | —    | 2260 |